# Astidamia (madre di Ctesippo)
Astidamia (in greco antico: Ἀστυδάμεια?, Astydámeia) è un personaggio della mitologia greca, madre di Ctesippo avuto da Eracle.

## Mitologia
Secondo una fonte è sorella di Amintore e Cleobule, mentre secondo un'altra è figlia del re di Pelasgiotide Ormenio.
Entrambe le fonti concordano sul fatto che fu corteggiata da Eracle e che Ormenio non permise il matrimonio poiché Eracle era già sposato con Deianira.
Per averla, però, Eracle fece guerra ad Ormenio, lo uccise e prese la donna con la forza.